# Alfonso Armada (escritor)
Alfonso Armada Rodríguez (Vigo, Pontevedra, 12 de septiembre de 1958) es un periodista, escritor, dramaturgo y poeta español. En su trayectoria como periodista ha cubierto conflictos como el cerco de Sarajevo o el genocidio de Ruanda. Fue corresponsal para África en el diario El País durante cinco años y de 1999 a 2005 corresponsal en Nueva York para el diario ABC. Es también autor y director teatral de obras como Carmencita jugando, Sin maldita esperanza, o La edad de oro de los perros (1989).  En la actualidad es adjunto al Director de ABC y dirige el suplemento ABC Cultural. También es editor y director de la revista digital FronteraD. De noviembre de 2017 a octubre de 2021 fue presidente de la sección española de Reporteros sin Fronteras siendo sustituido por la periodista Aurora Mínguez. Alfonso Armada fue designado presidente honorífico.

## Biografía
Licenciado en periodismo por la Universidad Complutense de Madrid, también estudió Arte Dramático en la RESAD.

### Trayectoria en teatro
Fue miembro de las compañías teatrales Artello, de Vigo, y Ditea, de Santiago de Compostela y trabajó como script en los primeros cortometrajes de Chano Piñeiro. Fue subdirector de la revista "Teatra" (1983-2002).
Entre 1987 y 1998 fue director de Koyaanisqatsi, compañía con la que estrenó la mayor parte de su producción teatral: Cabaret de la Memoria, La balsa de La Medusa, La edad de oro de los perros, Sin Maldita Esperanza, Carmencita jugando y El alma de los objetos.

### Trayectoria periodística
Dio sus primeros pasos en periodismo en el “Faro de Vigo”. Posteriormente trabajó durante catorce años en el diario El País, periodo en el que fue enviado especial a Bosnia donde cubrió el cerco de Sarajevo y corresponsal para África durante cinco años, informando entre otros temas del genocidio de Ruanda, la situación de la República Democrática de Congo, Burundi, Liberia y Sudán. En 1999 se incorporó al periódico ABC y hasta 2005 fue su corresponsal en Nueva York donde informó en 2001 de los atentados contra las Torres Gemelas. En la actualidad, es director del suplemento cultural del diario ABC.
En noviembre de 2017 fue elegido presidente de Reporteros sin Fronteras, Sección Española sustituyendo a Malén Aznárez fallecida en julio. Desde 2013 era vicepresidente de la organización. En octubre de 2021 pasó a ser designado presidente honorífico.

## Publicaciones

### Teatro
- Tiene publicadas las piezas "La edad de oro de los perros / Sin Maldita Esperanza" (1996) y "La balsa de La Medusa / Carmencita jugando / Tres piezas mínimas" (1998) en volúmenes de la Biblioteca Antonio Machado de Teatro. La versión gallega de “Carmiña xogando” está publicada por la “Revista Galega de Teatro”.

### Poesía
- Haikús da Costa da Morte (cuaderno de poemas con obra gráfica de Antón Patiño, 2006).
- Lisboa (con serigrafías de Menchu Lamas).
- Escuma dos dentros. Poemas 1975-1983 (en gallego, Sotelo Blanco, 1997).
- Pita velenosa, porta dos azares (en gallego, Pontevedra: Diputación de Pontevedra, 2002).
- Los temporales" poemario en español (Madrid: Bartleby, 2002).
- TSC. Diario da noite (en gallego, 2009).
- Cuaderno ruso (Madrid: Bartleby, 2017).
- TSC. Diario de la noche (traducción al castellano de Íñigo Linaje, Zaragoza, Olifante, 2024).

### Otras
- Cuadernos Africanos (1999).
- España, de sol a sol (2001) con fotografías de Corina Arranz
- El rumor de la frontera. Viaje a lo largo de la frontera entre Estados Unidos y México. (2006) con fotografías de Corina Arranz
- Nueva York el deseo y la quimera
- El sueño americano. Cuaderno de viaje a la elección de Obama (Ediciones del Viento, 2009)
- Diccionario de Nueva York (2010)
- Mar Atlántico. Diario de una travesía (2012)
- Fracaso de Tánger (2013)
- Sarajevo. Diarios de la guerra de Bosnia (2015).
- El Celta no tiene la culpa (2015)